# Pandanus serratus
Pandanus serratus är en enhjärtbladig växtart som beskrevs av Harold St.John. Pandanus serratus ingår i släktet Pandanus och familjen Pandanaceae. Inga underarter finns listade.